# عنقص مخطط
عنقص مخطط (الاسم العلمي: Empusa fasciata) هو نوع من الحشرات يتبع جنس العنقص من الفصيلة العنقصية. تم وصف هذا النوع من الحشرات علمياً لأول مرة من قبل غاسبار أوغست بروليه (بالإنجليزية: Gaspard Auguste Brullé)‏ سنة 1832.

## نطاق الإنتشار
ينتشر هذا النوع من السرعوفيات من غرب آسيا إلى الساحل الشمالي الشرقي لإيطاليا، ويبدو الأكثر شيوعاً في منطقة جنوب البلقان.